# رود تايلور (ملحن)
رود تايلور (بالإنجليزية: Rod Taylor)‏ هو مغني ومنتج أسطوانات وملحن جامايكي، ولد في 2 مارس 1957 في كينغستون في جامايكا.

## وصلات خارجية
- رود تايلور على موقع ميوزك برينز (الإنجليزية)
- رود تايلور على موقع ديسكوغز (الإنجليزية)